# Teatro An Grianán
El Teatro An Grianán (en irlandés: Amharclann an Grianán) es un teatro de la República de Irlanda que posee un aforo para 383 personas, siendo el teatro más grande de Letterkenny y en el conjunto del condado de Donegal. Se encuentra en Letterkenny, frente al restaurante Oak Tree. Está dirigido por Patricia McBride. El teatro An Grianán fue inaugurado en octubre de 1999. La "Magia de los musicales" fue el primer espectáculo realizado en el escenario del An Grianán.
Cada año se utiliza como lugar de celebración de las fiestas y festivales locales más importantes.